# Zenvo
Zenvo是一家总部位于丹麦西兰大区普拉斯托的跑车製造公司，創立者為賈斯柏·詹森（Jesper Jensen）和特洛斯·沃爾特森（Troels Vollertsen）。Zenvo主要生产高性能限量版超级跑车。

## 簡介
2009年，Zenvo推出Zenvo ST1，只生產15輛。2016年，Zenvo TS1 GT在日内瓦车展亮相。TS1 GT的底盘和车身類似Zenvo  ST1，不過车型设计更新，还配备了新的动力系统、更精美的内饰。2018年，Zenvo在日内瓦车展推出了新车型Zenvo TSR-S。

## 外部連結
- Zenvo Automotive 官方網站 （页面存档备份，存于）